# Kruge
Kruge is een plaats in de gemeente Donji Lapac in de Kroatische provincie Lika-Senj. De plaats telt 49 inwoners (2001).